# Liste der Ehrendoktoren der Technischen Universität Wien
Die Liste der Ehrendoktoren der Technischen Universität Wien listet alle Personen auf, die von der Technischen Universität Wien die Doktorwürde ehrenhalber verliehen bekommen haben, chronologisch sortiert nach dem Jahr der Verleihung. Die damalige Technische Hochschule erhielt das Promotionsrecht im Jahr 1901 verliehen.

## Ehrendoktorate

### Technische Hochschule Wien (Verleihungen 1902 bis September 1975)
- 1902: Erzherzog Rainer, Wilhelm von Hartel
- 1904: Friedrich Stadler-Wolffersgrün, Eduard Suess, Adalbert von Waltenhofen
- 1906: Carl Auer von Welsbach, Franz von Berger (1841–1919)[2], Wilhelm Fiedler, Julius von Hauer, Anton Millemoth, Julius Wiesner, Karl Wurmb
- 1908: Emil Christian Hansen, Johann von Kraft (Ritter de la Saulx), Nikola Tesla
- 1911: Josef Riehl, Josef Stern
- 1915: Erzherzog Friedrich, Erzherzog Leopold Salvator
- 1916: Alexander Bauer, Franz Conrad von Hötzendorf, Josef Finger, Anton Haus, Alexander von Krobatin, Leopold Schleyer (Edler von Pontemal Ghera)
- 1917: Otto Titus Blathy, Ferdinand Braun, Hans Bunte, Sebastian Finsterwalder, Julius Geduly de Felsötömös, Heinrich Goldemund, Georg Günther, Ludwig Hoffmann, Paul Julius, Arthur Krupp, Ernst Ritter von Lauda, Gustav von Lendecke, Carl von Linde, Rudolf Mehmke, Heinrich von Miller zu Aichholz (Ritter, siehe Miller zu Aichholz), Ferdinand Neureiter, Ferdinand Porsche, Gustav Starke,  Friedrich von Thiersch, Richard Zsigmondy
- 1918: Arthur von Hübl
- 1919: Richard Weiskirchner
- 1926: Viktor Engelhardt, Gustav Lindenthal, Joseph Melan
- 1927: Carl von Bach
- 1928: Hendrik Petrus Berlage, Alfred Collmann, Carl Hochenegg, Ernest Anton Kraft
- 1930: Josef Maria Eder, Wilhelm Exner, Philipp Forchheimer
- 1931: Franz Kossmat
- 1932: Josef Neuwirth
- 1938: Herbert Hoover
- 1944: Gunther Burstyn, Igo Etrich, Hans Ledwinka, Johann Rihosek
- 1945: Theodor Körner
- 1946: Leopold Figl
- 1947: Franz Jung
- 1948: Mirko G. Ros, Fritz Feigl
- 1951: Josef Hoffmann, Richard von Mises
- 1952: Jakob Ackeret, Karl Federhofer, Jože Plečnik, Ernst Terres, Georg Wästlund, Marston Morse
- 1954: Alexander Meißner, Emanuel Rosenberg, Karl Sachs
- 1957: Heinrich Preß, Wolfgang Klemperer
- 1959: Dagobert Frey, Wilhelm Pfanhauser
- 1961: Leopold Escande, Adolf Leonhard
- 1964: Iwan Stranski
- 1965: Alvar Aalto, Arthur Casagrande, Eberhard Clar, Walter Dänzer, Clemens Holzmeister, Otto Kienzle, Rudolf Kompfner, Bruno Kralowetz, Pierre Leyvraz, Hermann F. Mark, Josef Mattauch, Benno Mengele, Waclaw Olszak, Ferry Porsche, Robert Sauer, Fritz Sauter, Otto Ernst Schweizer, Antal Tarczy-Hornoch, Egon Wiberg
- 1967: Lothar Collatz
- 1968: Shih-I-Pai, Ernst Egli
- 1970: Dietrich Kehr, Karl Wellinger
- 1971: Leo Sternbach
- 1972: Helmut Heinrich, Werner Jacobi, Friedrich Tamms, Georg Weinblum
- 1973: Janos Bogardi, Janos Hollo, Imre Perenyi, József Varga, Karl Wilfert
- 1975: Guglielmo De Angelis D’Ossat

### Technische Universität Wien (seit 1. Oktober 1975)
- 1976: Erich Boltenstern, Walter Henn, Eugen Philippow
- 1978: Guido Sartori, Anton Tedesko
- 1980: Anton Pischinger
- 1981: Ernst Fehrer
- 1982: Roland Rainer
- 1983: Ernö Pungor
- 1984: Ferdinand Piëch, Karl Strubecker, Zoltan G. Szabo, Leopold Vietoris
- 1986: Laszlo Gerö
- 1987: Richard H. Gallagher
- 1988: Georg Leitmann, Erich Peter Wohlfarth
- 1989: Kurt Ackermann, Jürgen Zierep
- 1990: Karl Kordesch, Laverne S. Birks, Hermann A. Haus, Thomas R. Kane, Georg Stefanoff
- 1992: Kurt Stoll, Friedrich Ackermann (1929–2021, deutscher Geodät)[3]
- 1993: Gottfried Ungerböck, Olgierd Cecil Zienkiewicz
- 1994: Margarete Schütte-Lihotzky
- 1995: Hans Wilhelm Schüßler
- 1996: Hans List, Jürgen Knorr, Walter Kohn
- 1997: Rolf Kayser
- 2001: Israel Gohberg
- 2003: Jörg Wills
- 2004: Jürgen Radomski, Börje Johansson
- 2005: Zdeněk Bažant, Albert Hochleitner (Generaldirektor Siemens Österreich)
- 2006: Hannes Bardach, Ivo Rosenberg
- 2007: Ottokar Uhl
- 2009: Arkadii Anatolevich Maltsev
- 2011: Thomas Ertl, David Parnas, Veit Sorger, Max Turnauer
- 2012: Edmund M. Clarke, Dirk Dubbers
- 2014: Erwin Lutwak, Felicitas Pauss
- 2015: Harry Glück
- 2017: Peter Mitterbauer
- 2018: Henry Fuchs, Moshe Y. Vardi[4]
- 2019: Carlo Ghezzi, Otto Kapfinger, Saharon Shelah
- 2020: Franz-Josef Ulm